# Mistrovství České republiky v orientačním běhu 2006
14. ročník Mistrovství České republiky v orientačním běhu proběhl v roce 2006 ve čtyřech individuálních a dvou týmových disciplínách. Pátý individuální závod na dlouhé trati neproběhl z důvodu vysoké sněhové pokrývky. 

## Nejúspěšnější závodníci
Pořadí závodníků podle získaných medailí (tzv. olympijského hodnocení) všech mistrovských kategorií (D16 – mladší dorostenky, D18 – starší dorostenky, D20 – juniorky, D21 – ženy, H16 – mladší dorostenci, H18 – starší dorostenci, H20 – junioři, H21 – muži) v individuálních disciplínách v roce 2006. Uvedeni jsou závodníci, kteří získali alespoň dvě medaile a zároveň alespoň jednu zlatou medaili.
| Medailové pořadí závodníků na MČR | Medailové pořadí závodníků na MČR | Medailové pořadí závodníků na MČR | Medailové pořadí závodníků na MČR | Medailové pořadí závodníků na MČR |
| Jméno                             | 1. místo                          | 2. místo                          | 3. místo                          | Celkem                            |
| --------------------------------- | --------------------------------- | --------------------------------- | --------------------------------- | --------------------------------- |
| Iveta Duchová                     | 2                                 | 1                                 |                                   | 3                                 |
| Adam Chromý                       | 2                                 | 1                                 |                                   | 3                                 |
| Štěpán Holas                      | 2                                 |                                   | 1                                 | 3                                 |
| Lucie Machútová                   | 1                                 | 1                                 | 1                                 | 3                                 |
| Antonín Bednařík                  | 1                                 | 1                                 |                                   | 2                                 |
| Martin Henych                     | 1                                 | 1                                 |                                   | 2                                 |
| Lucie Krafková                    | 1                                 | 1                                 |                                   | 2                                 |
| Lenka Mechlová                    | 1                                 | 1                                 |                                   | 2                                 |
| Vojtěch Král                      | 1                                 |                                   | 2                                 | 3                                 |
| Simona Karochová                  | 1                                 |                                   | 1                                 | 2                                 |
| Zuzana Kubátová                   | 1                                 |                                   | 1                                 | 2                                 |
| Monika Doležalová                 | 1                                 |                                   | 1                                 | 2                                 |

## Mistrovství ČR na dlouhé trati
| Datum závodu   | 8. 4. 2006 |  | Místo konání    | Melechov                                                          |  | Pořadatel       | Magnus Orienteering |
| Ředitel závodu |            |  | Hlavní rozhodčí |                                                                   |  | Stavitelé tratí |                     |
| Název mapy     |            |  | Web závodu      | http://dt.aljosa.org/ Archivováno 28. 9. 2008 na Wayback Machine. |  | Výsledky závodu |                     |

Mistrovství neproběhlo z důvodu vysoké sněhové pokrývky.
<< předchozí • následující >>
Souhrnné informace naleznete v článku Mistrovství České republiky v orientačním běhu na dlouhé trati.

## Mistrovství ČR ve sprintu
| Datum závodu   | 29. 4. 2006         |  | Místo konání    | Luhačovice • aréna                                                         |  | Pořadatel       | OOB TJ Slovan Luhačovice                                                             |
| Ředitel závodu | Martin Plášek       |  | Hlavní rozhodčí | Libor Slezák                                                               |  | Stavitelé tratí | Petr Vavrys                                                                          |
| Název mapy     | Luhačovice Miramare |  | Web závodu      | https://web.archive.org/web/20180120065803/http://o-festival.skob-zlin.cz/ |  | Výsledky závodu | http://o-festival.skob-zlin.cz/podstranky/pro_ucastniky/vysledky/sprint/protokol.htm |

| Zkrácené výsledky             | Zkrácené výsledky       | Zkrácené výsledky               | Zkrácené výsledky       | Zkrácené výsledky       | Zkrácené výsledky | Zkrácené výsledky                | Zkrácené výsledky          | Zkrácené výsledky       | Zkrácené výsledky       |
| Pořadí                        | H21 – muži              | H21 – muži                      | H21 – muži              | H21 – muži              | Pořadí            | D21 – ženy                       | D21 – ženy                 | D21 – ženy              | D21 – ženy              |
| ----------------------------- | ----------------------- | ------------------------------- | ----------------------- | ----------------------- | ----------------- | -------------------------------- | -------------------------- | ----------------------- | ----------------------- |
| Zlatá medaile                 | Luboš Matějů            | SK Praga                        | 17:35                   |                         | Zlatá medaile     | Éva Makrai                       | Maďarsko                   | 17:33                   |                         |
| Stříbrná medaile              | Ádám Kovács             | Maďarsko                        | 17:56                   | +0:21                   | Stříbrná medaile  | Petra Novotná                    | OK 99 Hradec Králové       | 17:34                   | +0:01                   |
| Bronzová medaile              | Pavol Bukovác           | SK Žabovřesky Brno              | 17:59                   | +0:24                   | Bronzová medaile  | Veronika Krčálová                | OK Lokomotiva Pardubice    | 18:14                   | +0:41                   |
| 4                             | Ondrej Piják            | Slovensko                       | 18:29                   | +0:54                   | 4                 | Vendula Ryšavá                   | SK Praga                   | 18:34                   | +1:01                   |
| 5                             | Ondřej Kazda            | Sportcentrum Jičín              | 19:05                   | +1:30                   | 5                 | Katarína Labašová                | Slovensko                  | 18:50                   | +1:17                   |
| 6                             | David Hepner            | OK Slavia Hradec Králové        | 19:08                   | +1:33                   | 6                 | Jana Haluzová                    | OK Sparta Praha            | 18:54                   | +1:21                   |
| 7                             | Pavel Princl            | VSK ČVUT Fakulta Stavební Praha | 19:13                   | +1:38                   | 7                 | Marta Vlčovská                   | OK Lokomotiva Pardubice    | 19:04                   | +1:31                   |
| 7                             | Jan Hovorka             | OK Lokomotiva Pardubice         | 19:13                   | +1:38                   | 8                 | Monika Topinková                 | OK Jiskra Nový Bor         | 19:06                   | +1:33                   |
| 9                             | Martin Baier            | OOB TJ Turnov                   | 19:16                   | +1:41                   | 9                 | Martina Fejlková                 | OK Slavia Hradec Králové   | 19:07                   | +1:34                   |
| 9                             | Tomáš Kolařík           | OK Jiskra Nový Bor              | 19:16                   | +1:41                   | 10                | Barbora Chudíková Hana Bajtošová | OK Jihlava Slovensko       | 19:08                   | +1:35                   |
| Pořadí                        | H20 – junioři           | H20 – junioři                   | H20 – junioři           | H20 – junioři           | Pořadí            | D20 – juniorky                   | D20 – juniorky             | D20 – juniorky          | D20 – juniorky          |
| Zlatá medaile                 | Štěpán Holas            | Sportcentrum Jičín              | 18:03                   |                         | Zlatá medaile     | Iveta Duchová                    | OK Lokomotiva Pardubice    | 17:09                   |                         |
| Stříbrná medaile              | Martin Henych           | Slavia Liberec orienteering     | 18:15                   | +0:12                   | Zlatá medaile     | Martina Tichovská                | SK Praga                   | 17:09                   | +0:00                   |
| Bronzová medaile              | Martin Vlček            | OOB TJ Turnov                   | 18:22                   | +0:19                   | Bronzová medaile  | Petra Palátová                   | SK Žabovřesky Brno         | 17:13                   | +0:04                   |
| Pořadí                        | H18 – starší dorostenci | H18 – starší dorostenci         | H18 – starší dorostenci | H18 – starší dorostenci | Pořadí            | D18 – starší dorostenky          | D18 – starší dorostenky    | D18 – starší dorostenky | D18 – starší dorostenky |
| Zlatá medaile                 | Adam Chromý             | SK Žabovřesky Brno              | 16:39                   |                         | Zlatá medaile     | Lucie Machútová                  | OK 99 Hradec Králové       | 16:21                   |                         |
| Stříbrná medaile              | Pavel Hradec            | OK Chrastava                    | 16:43                   | +0:04                   | Stříbrná medaile  | Jana Vaculíková                  | OK 99 Hradec Králové       | 16:34                   | +0:13                   |
| Bronzová medaile              | Vojtěch Král            | SK Severka Šumperk              | 16:49                   | +0:10                   | Bronzová medaile  | Simona Karochová                 | Oddíl OB Kotlářka          | 16:57                   | +0:36                   |
| Pořadí                        | H16 – mladší dorostenci | H16 – mladší dorostenci         | H16 – mladší dorostenci | H16 – mladší dorostenci | Pořadí            | D16 – mladší dorostenky          | D16 – mladší dorostenky    | D16 – mladší dorostenky | D16 – mladší dorostenky |
| Zlatá medaile                 | Miloš Nykodým           | SK Žabovřesky Brno              | 14:33                   |                         | Zlatá medaile     | Tereza Novotná                   | OK 99 Hradec Králové       | 12:44                   |                         |
| Stříbrná medaile              | Antonín Bednařík        | TJ Sokol Vizovice               | 15:53                   | +1:20                   | Stříbrná medaile  | Adéla Jakobová                   | SOB Olomouc                | 14:09                   | +1:25                   |
| Bronzová medaile              | Jan Valenta             | OOB TJ Slovan Luhačovice        | 15:54                   | +1:21                   | Bronzová medaile  | Věra Müllerová                   | SOOB Spartak Rychnov n.Kn. | 14:13                   | +1:29                   |
| << předchozí • následující >> |                         |                                 |                         |                         |                   |                                  |                            |                         |                         |

Souhrnné informace naleznete v článku Mistrovství České republiky v orientačním běhu ve sprintu.

## Mistrovství ČR na krátké trati
| Datum závodu   | 17.–18. 6. 2006    |  | Místo konání    | Růžená u Třeště • aréna         |  | Pořadatel       | SK Žabovřesky Brno+ RUZ |
| Ředitel závodu | Libor Zřídkaveselý |  | Hlavní rozhodčí | Ladislav Svoboda                |  | Stavitelé tratí | Libor Zřídkaveselý      |
| Název mapy     | Roštejn            |  | Web závodu      | http://zbm.eob.cz/zavody/mcr06/ |  | Výsledky závodu |                         |

| Zkrácené výsledky             | Zkrácené výsledky       | Zkrácené výsledky           | Zkrácené výsledky       | Zkrácené výsledky       | Zkrácené výsledky | Zkrácené výsledky       | Zkrácené výsledky          | Zkrácené výsledky       | Zkrácené výsledky       |
| Pořadí                        | H21 – muži              | H21 – muži                  | H21 – muži              | H21 – muži              | Pořadí            | D21 – ženy              | D21 – ženy                 | D21 – ženy              | D21 – ženy              |
| ----------------------------- | ----------------------- | --------------------------- | ----------------------- | ----------------------- | ----------------- | ----------------------- | -------------------------- | ----------------------- | ----------------------- |
| Zlatá medaile                 | Jan Procházka           | SK Praga                    | 39:09                   |                         | Zlatá medaile     | Zdenka Stará            | KOS TJ Tesla Brno          | 38:55                   |                         |
| Stříbrná medaile              | Michal Horáček          | Slavia Liberec orienteering | 39:37                   | +0:28                   | Stříbrná medaile  | Barbora Chudíková       | OK Jihlava                 | 40:14                   | +1:19                   |
| Bronzová medaile              | David Hepner            | OK Slavia Hradec Králové    | 40:17                   | +1:08                   | Bronzová medaile  | Kristýna Kovářová       | Oddíl OB Kotlářka          | 40:51                   | +1:56                   |
| 4                             | Jan Hovorka             | OK Lokomotiva Pardubice     | 40:55                   | +1:46                   | 4                 | Věra Malá               | OK Jilemnice               | 41:09                   | +2:14                   |
| 5                             | Jakub Oma               | OOB TJ Turnov               | 41:29                   | +2:20                   | 5                 | Zuzana Stehnová         | OK Slavia Hradec Králové   | 41:10                   | +2:15                   |
| 6                             | Jan Mrázek              | OK Sparta Praha             | 41:42                   | +2:33                   | 6                 | Martina Fejlková        | OK Slavia Hradec Králové   | 41:38                   | +2:43                   |
| 7                             | Martin Janata           | Oddíl OB Kotlářka           | 41:56                   | +2:47                   | 7                 | Michaela Omová          | OOB TJ Turnov              | 42:34                   | +3:39                   |
| 8                             | Jan Šedivý              | SK Praga                    | 42:07                   | +2:58                   | 8                 | Vladimíra Paseková      | OOS TJ Spartak Vrchlabí    | 42:56                   | +4:01                   |
| 9                             | Pavel Košárek           | SK Jamnice                  | 42:33                   | +3:24                   | 9                 | Eva Smičková            | KOB Konice                 | 43:15                   | +4:20                   |
| 9                             | Václav Komanec          | OK Slavia Hradec Králové    | 42:33                   | +3:24                   | 10                | Kateřina Nováková       | OK 99 Hradec Králové       | 43:19                   | +4:24                   |
| Pořadí                        | H20 – junioři           | H20 – junioři               | H20 – junioři           | H20 – junioři           | Pořadí            | D20 – juniorky          | D20 – juniorky             | D20 – juniorky          | D20 – juniorky          |
| Zlatá medaile                 | Eduard Šmehlík          | OK Slavia Hradec Králové    | 32:04                   |                         | Zlatá medaile     | Zuzana Hermanová        | OK Lokomotiva Pardubice    | 38:14                   |                         |
| Stříbrná medaile              | Martin Vlček            | OOB TJ Turnov               | 32:59                   | +0:55                   | Stříbrná medaile  | Iveta Duchová           | OK Lokomotiva Pardubice    | 39:54                   | +1:40                   |
| Bronzová medaile              | Štěpán Holas            | Sportcentrum Jičín          | 34:05                   | +2:01                   | Bronzová medaile  | Martina Uvizlová        | Sportcentrum Jičín         | 40:20                   | +2:06                   |
| Pořadí                        | H18 – starší dorostenci | H18 – starší dorostenci     | H18 – starší dorostenci | H18 – starší dorostenci | Pořadí            | D18 – starší dorostenky | D18 – starší dorostenky    | D18 – starší dorostenky | D18 – starší dorostenky |
| Zlatá medaile                 | Vojtěch Král            | SK Severka Šumperk          | 25:08                   |                         | Zlatá medaile     | Monika Doležalová       | Oddíl OB Kotlářka          | 27:42                   |                         |
| Stříbrná medaile              | Adam Dusílek            | SOOB Spartak Rychnov n.Kn.  | 27:16                   | +2:08                   | Stříbrná medaile  | Jana Vaculíková         | OK 99 Hradec Králové       | 28:09                   | +0:27                   |
| Bronzová medaile              | Jan Kubát               | OK 99 Hradec Králové        | 28:10                   | +3:02                   | Bronzová medaile  | Lucie Machútová         | OK 99 Hradec Králové       | 29:21                   | +1:39                   |
| Pořadí                        | H16 – mladší dorostenci | H16 – mladší dorostenci     | H16 – mladší dorostenci | H16 – mladší dorostenci | Pořadí            | D16 – mladší dorostenky | D16 – mladší dorostenky    | D16 – mladší dorostenky | D16 – mladší dorostenky |
| Zlatá medaile                 | Antonín Bednařík        | TJ Sokol Vizovice           | 28:25                   |                         | Zlatá medaile     | Zuzana Kubátová         | OOS TJ Spartak Vrchlabí    | 29:23                   |                         |
| Stříbrná medaile              | Ondřej Kantor           | TJ TŽ Třinec                | 29:40                   | +1:15                   | Stříbrná medaile  | Lenka Mechlová          | OK Jilemnice               | 30:23                   | +1:00                   |
| Bronzová medaile              | Radek Nožka             | OK Lokomotiva Pardubice     | 29:46                   | +1:21                   | Bronzová medaile  | Věra Müllerová          | SOOB Spartak Rychnov n.Kn. | 31:18                   | +1:55                   |
| << předchozí • následující >> |                         |                             |                         |                         |                   |                         |                            |                         |                         |

Souhrnné informace naleznete v článku Mistrovství České republiky v orientačním běhu na krátké trati.

## Mistrovství ČR na klasické trati
| Datum závodu   | 23.–24. 9. 2006 |  | Místo konání    | Střezivojice • aréna |  | Pořadatel       | OK Jiskra Nový Bor |
| Ředitel závodu |                 |  | Hlavní rozhodčí |                      |  | Stavitelé tratí |                    |
| Název mapy     | Supí Hora II    |  | Web závodu      |                      |  | Výsledky závodu |                    |

| Zkrácené výsledky             | Zkrácené výsledky       | Zkrácené výsledky           | Zkrácené výsledky       | Zkrácené výsledky       | Zkrácené výsledky | Zkrácené výsledky              | Zkrácené výsledky                                  | Zkrácené výsledky       | Zkrácené výsledky       |
| Pořadí                        | H21 – muži              | H21 – muži                  | H21 – muži              | H21 – muži              | Pořadí            | D21 – ženy                     | D21 – ženy                                         | D21 – ženy              | D21 – ženy              |
| ----------------------------- | ----------------------- | --------------------------- | ----------------------- | ----------------------- | ----------------- | ------------------------------ | -------------------------------------------------- | ----------------------- | ----------------------- |
| Zlatá medaile                 | Michal Smola            | SKOB Zlín                   | 1:42:35                 |                         | Zlatá medaile     | Dana Brožková                  | Sportcentrum Jičín                                 | 1:13:25                 |                         |
| Stříbrná medaile              | Michal Jedlička         | OK Slavia Hradec Králové    | 1:45:51                 | +3:16                   | Stříbrná medaile  | Radka Brožková                 | Sportcentrum Jičín                                 | 1:17:36                 | +4:11                   |
| Bronzová medaile              | Osvald Kozák            | KOS TJ Tesla Brno           | 1:50:43                 | +8:08                   | Bronzová medaile  | Martina Dočkalová              | OK Lokomotiva Pardubice                            | 1:21:40                 | +8:15                   |
| 4                             | Luboš Matějů            | SK Praga                    | 1:50:55                 | +8:20                   | 4                 | Zdenka Stará                   | KOS TJ Tesla Brno                                  | 1:21:54                 | +8:29                   |
| 5                             | Vladimír Lučan          | OK Lokomotiva Pardubice     | 1:51:34                 | +8:59                   | 5                 | Jana Panchártková              | OK 99 Hradec Králové                               | 1:26:15                 | +12:50                  |
| 6                             | Jan Procházka           | SK Praga                    | 1:51:40                 | +9:05                   | 6                 | Lucie Waldová                  | Oddíl OB Kotlářka                                  | 1:26:21                 | +12:56                  |
| 7                             | Zdeněk Rajnošek         | SK Žabovřesky Brno          | 1:52:21                 | +9:46                   | 7                 | Zuzana Stehnová                | OK Slavia Hradec Králové                           | 1:29:25                 | +16:00                  |
| 8                             | Michal Horáček          | Slavia Liberec orienteering | 1:52:37                 | +10:02                  | 8                 | Jana Kuncová                   | SOOB Spartak Rychnov n.Kn.                         | 1:30:30                 | +17:05                  |
| 9                             | Jan Mrázek              | OK Sparta Praha             | 1:53:49                 | +11:14                  | 9                 | Kateřina Nováková              | OK 99 Hradec Králové                               | 1:31:50                 | +18:25                  |
| 10                            | Jan Šidla               | SKOB Zlín                   | 1:54:50                 | +12:15                  | 10                | Martina Fejlková               | OK Slavia Hradec Králové                           | 1:32:45                 | +19:20                  |
| Pořadí                        | H20 – junioři           | H20 – junioři               | H20 – junioři           | H20 – junioři           | Pořadí            | D20 – juniorky                 | D20 – juniorky                                     | D20 – juniorky          | D20 – juniorky          |
| Zlatá medaile                 | Štěpán Holas            | Sportcentrum Jičín          | 1:19:34                 |                         | Zlatá medaile     | Iveta Duchová                  | OK Lokomotiva Pardubice                            | 1:02:21                 |                         |
| Stříbrná medaile              | Aleš Malý               | OK Jilemnice                | 1:20:28                 | +0:54                   | Stříbrná medaile  | Lucie Krafková                 | OK Jiskra Nový Bor                                 | 1:07:24                 | +5:03                   |
| Bronzová medaile              | Broněk Přibyl           | SKOB Zlín                   | 1:20:50                 | +1:16                   | Bronzová medaile  | Ivana Prchalová                | OK Jilemnice                                       | 1:09:40                 | +7:19                   |
| Pořadí                        | H18 – starší dorostenci | H18 – starší dorostenci     | H18 – starší dorostenci | H18 – starší dorostenci | Pořadí            | D18 – starší dorostenky        | D18 – starší dorostenky                            | D18 – starší dorostenky | D18 – starší dorostenky |
| Zlatá medaile                 | Adam Chromý             | SK Žabovřesky Brno          | 57:25                   |                         | Zlatá medaile     | Šárka Svobodná                 | Oddíl OB Kotlářka                                  | 47:24                   |                         |
| Stříbrná medaile              | Jakub Zimmermann        | SK Žabovřesky Brno          | 59:55                   | +2:30                   | Stříbrná medaile  | Jindra Hlavová                 | KOB Konice                                         | 51:11                   | +3:47                   |
| Bronzová medaile              | Vojtěch Král            | SK Severka Šumperk          | 1:00:40                 | +3:15                   | Bronzová medaile  | Michaela Procházková           | OK Lokomotiva Pardubice                            | 51:32                   | +4:08                   |
| Pořadí                        | H16 – mladší dorostenci | H16 – mladší dorostenci     | H16 – mladší dorostenci | H16 – mladší dorostenci | Pořadí            | D16 – mladší dorostenky        | D16 – mladší dorostenky                            | D16 – mladší dorostenky | D16 – mladší dorostenky |
| Zlatá medaile                 | Pavel Kubát             | OK 99 Hradec Králové        | 53:24                   |                         | Zlatá medaile     | Lenka Mechlová                 | OK Jilemnice                                       | 41:33                   |                         |
| Stříbrná medaile              | Jan Klapal              | OK Lokomotiva Pardubice     | 54:45                   | +1:21                   | Stříbrná medaile  | Adéla Jakobová                 | SOB Olomouc                                        | 44:49                   | +3:16                   |
| Bronzová medaile              | Tomáš Zelenka           | OK 99 Hradec Králové        | 58:37                   | +5:13                   | Bronzová medaile  | Věra Müllerová Zuzana Kubátová | SOOB Spartak Rychnov n.Kn. OOS TJ Spartak Vrchlabí | 45:44                   | +4:11                   |
| << předchozí • následující >> |                         |                             |                         |                         |                   |                                |                                                    |                         |                         |

Souhrnné informace naleznete v článku Mistrovství České republiky v orientačním běhu na klasické trati.

## Mistrovství ČR v nočním OB
| Datum závodu   | 27. 9. 2006 |  | Místo konání    | Větrný Jeníkov • aréna |  | Pořadatel       | OK Jihlava |
| Ředitel závodu |             |  | Hlavní rozhodčí |                        |  | Stavitelé tratí |            |
| Název mapy     | Roháč       |  | Web závodu      |                        |  | Výsledky závodu |            |

| Zkrácené výsledky             | Zkrácené výsledky       | Zkrácené výsledky           | Zkrácené výsledky       | Zkrácené výsledky       | Zkrácené výsledky | Zkrácené výsledky       | Zkrácené výsledky        | Zkrácené výsledky       | Zkrácené výsledky       |
| Pořadí                        | H21 – muži              | H21 – muži                  | H21 – muži              | H21 – muži              | Pořadí            | D21 – ženy              | D21 – ženy               | D21 – ženy              | D21 – ženy              |
| ----------------------------- | ----------------------- | --------------------------- | ----------------------- | ----------------------- | ----------------- | ----------------------- | ------------------------ | ----------------------- | ----------------------- |
| Zlatá medaile                 | Michal Besta            | SK Jamnice                  | 1:17:56                 |                         | Zlatá medaile     | Romana Kalenská         | Sportcentrum Jičín       | 1:02:27                 |                         |
| Stříbrná medaile              | Michal Horáček          | Slavia Liberec orienteering | 1:18:32                 | +0:36                   | Stříbrná medaile  | Zuzana Stehnová         | OK Slavia Hradec Králové | 1:02:58                 | +0:31                   |
| Bronzová medaile              | Radovan Čech            | KOS TJ Tesla Brno           | 1:21:48                 | +3:52                   | Bronzová medaile  | Monika Topinková        | OK Jiskra Nový Bor       | 1:05:18                 | +2:51                   |
| 4                             | Jan Hovorka             | OK Lokomotiva Pardubice     | 1:22:50                 | +4:54                   | 4                 | Lenka Hrušková          | Oddíl OB Kotlářka        | 1:06:19                 | +3:52                   |
| 5                             | Petr Váňa               | OOB TJ Turnov               | 1:24:01                 | +6:05                   | 5                 | Katarína Labašová       | KOB Dobruška             | 1:07:38                 | +5:11                   |
| 6                             | Vladimír Lučan          | OK Lokomotiva Pardubice     | 1:24:21                 | +6:25                   | 6                 | Michaela Kotecka        |                          | 1:08:23                 | +5:56                   |
| 7                             | Vít Pospíšil            | USK Praha                   | 1:24:41                 | +6:45                   | 7                 | Barbora Baldrianová     | USK Praha                | 1:09:10                 | +6:43                   |
| 8                             | Luboš Matějů            | SK Praga                    | 1:24:42                 | +6:46                   | 8                 | Jana Gebauerová         | SK Žabovřesky Brno       | 1:11:29                 | +9:02                   |
| 9                             | Petr Henych             | Slavia Liberec orienteering | 1:24:50                 | +6:54                   | 9                 | Mária Kováříková        | TJ TŽ Třinec             | 1:11:48                 | +9:21                   |
| 10                            | Jan Mrázek              | OK Sparta Praha             | 1:25:31                 | +7:35                   | 10                | Lucie Waldová           | Oddíl OB Kotlářka        | 1:12:10                 | +9:43                   |
| Pořadí                        | H20 – junioři           | H20 – junioři               | H20 – junioři           | H20 – junioři           | Pořadí            | D20 – juniorky          | D20 – juniorky           | D20 – juniorky          | D20 – juniorky          |
| Zlatá medaile                 | Martin Henych           | Slavia Liberec orienteering | 1:05:53                 |                         | Zlatá medaile     | Lucie Krafková          | OK Jiskra Nový Bor       | 1:02:58                 |                         |
| Stříbrná medaile              | Pavel Justa             | OK 99 Hradec Králové        | 1:12:07                 | +6:14                   | Stříbrná medaile  | Lucie Vlažná            | OOB TJ Slovan Luhačovice | 1:04:40                 | +1:42                   |
| Bronzová medaile              | Michal Henek            | SK Radioklub Blansko        | 1:14:13                 | +8:20                   | Bronzová medaile  | Barbora Mališová        | Oddíl OB Kotlářka        | 1:05:57                 | +2:59                   |
| Pořadí                        | H18 – starší dorostenci | H18 – starší dorostenci     | H18 – starší dorostenci | H18 – starší dorostenci | Pořadí            | D18 – starší dorostenky | D18 – starší dorostenky  | D18 – starší dorostenky | D18 – starší dorostenky |
| Zlatá medaile                 | Štěpán Kodeda           | SK Severka Šumperk          | 53:45                   |                         | Zlatá medaile     | Simona Karochová        | Oddíl OB Kotlářka        | 48:03                   |                         |
| Stříbrná medaile              | Adam Chromý             | SK Žabovřesky Brno          | 55:13                   | +1:28                   | Stříbrná medaile  | Lucie Machútová         | OK 99 Hradec Králové     | 51:01                   | +2:58                   |
| Bronzová medaile              | Marek Cahel             | OOB TJ Slovan Luhačovice    | 59:38                   | +5:53                   | Bronzová medaile  | Monika Doležalová       | Oddíl OB Kotlářka        | 52:57                   | +4:54                   |
| Pořadí                        | H16 – mladší dorostenci | H16 – mladší dorostenci     | H16 – mladší dorostenci | H16 – mladší dorostenci | Pořadí            | D16 – mladší dorostenky | D16 – mladší dorostenky  | D16 – mladší dorostenky | D16 – mladší dorostenky |
| Zlatá medaile                 | Štěpán Zimmermann       | SK Žabovřesky Brno          | 47:27                   |                         | Zlatá medaile     | Lucie Mezníková         | TJ Lokomotiva Beroun     | 43:03                   |                         |
| Stříbrná medaile              | David Procházka         | OK Lokomotiva Pardubice     | 49:42                   | +2:15                   | Stříbrná medaile  | Tereza Hadačová         | Orientační Běh Opava     | 47:09                   | +4:06                   |
| Bronzová medaile              | Radek Nožka             | OK Lokomotiva Pardubice     | 52:31                   | +5:04                   | Bronzová medaile  | Johanka Šimková         | SOB Olomouc              | 47:28                   | +4:25                   |
| << předchozí • následující >> |                         |                             |                         |                         |                   |                         |                          |                         |                         |

Souhrnné informace naleznete v článku Mistrovství České republiky v nočním orientačním běhu.

## Mistrovství ČR štafet
| Datum závodu   | 30. 9. 2006 |  | Místo konání    | Vyhnánov • aréna                                                            |  | Pořadatel       | OK 99 Hradec Králové |
| Ředitel závodu | Petr Samek  |  | Hlavní rozhodčí | Tomáš Kunart                                                                |  | Stavitelé tratí | Petr Vítek           |
| Název mapy     | Liščí hora  |  | Web závodu      | http://ob.tmapserver.cz/mcr06/ Archivováno 13. 11. 2007 na Wayback Machine. |  | Výsledky závodu |                      |

| Zkrácené výsledky             | Zkrácené výsledky                                                    | Zkrácené výsledky | Zkrácené výsledky | Zkrácené výsledky | Zkrácené výsledky                                                          | Zkrácené výsledky | Zkrácené výsledky | Zkrácené výsledky | Zkrácené výsledky |
| Pořadí                        | H21 – muži                                                           | H21 – muži        | H21 – muži        | Pořadí            | D21 – ženy                                                                 | D21 – ženy        | D21 – ženy        |                   |                   |
| ----------------------------- | -------------------------------------------------------------------- | ----------------- | ----------------- | ----------------- | -------------------------------------------------------------------------- | ----------------- | ----------------- | ----------------- | ----------------- |
| Zlatá medaile                 | OK Slavia Hradec Králové David Hepner Václav Komanec Michal Jedlička | 2:14:02           |                   | Zlatá medaile     | OK Lokomotiva Pardubice Veronika Krčálová Martina Dočkalová Marta Štěrbová | 1:51:16           |                   |                   |                   |
| Stříbrná medaile              | OK Lokomotiva Pardubice Jan Hovorka Zbyněk Štěrba Vladimír Lučan     | 2:15:41           | +1:39             | Stříbrná medaile  | OK 99 Hradec Králové Petra Novotná Iva Navrátilová Jana Panchártková       | 1:51:19           | +0:03             |                   |                   |
| Bronzová medaile              | Sportcentrum Jičín Ondřej Kazda Štěpán Holas Jaromír Švihovský       | 2:15:50           | +1:48             | Bronzová medaile  | OK Jiskra Nový Bor Lucie Krafková Iva Rufferová Monika Topinková           | 1:58:10           | +6:54             |                   |                   |
| 4                             | USK Praha Jan Kučera Michal Matějů Vít Pospíšil                      | 2:18:41           | +4:39             | 4                 | OK Jilemnice Martina Kynčlová Ivana Prchalová Věra Malá                    | 1:58:15           | +6:59             |                   |                   |
| 5                             | OK Sparta Praha Miroslav Kovář Štěpán Skripnik Jan Mrázek            | 2:20:14           | +6:12             | 5                 | OK Lokomotiva Pardubice Květa Mrštíková Pavla Fukátková Zuzana Hermanová   | 1:58:18           | +7:02             |                   |                   |
| Pořadí                        | H18 – dorostenci                                                     | H18 – dorostenci  | H18 – dorostenci  | Pořadí            | D18 – dorostenky                                                           | D18 – dorostenky  | D18 – dorostenky  |                   |                   |
| Zlatá medaile                 | SK Žabovřesky Brno Tomáš Bořil Jakub Zimmermann Adam Chromý          | 2:00:36           |                   | Zlatá medaile     | OK 99 Hradec Králové Nina Azebová Lucie Machútová Jana Vaculíková          | 1:34:51           |                   |                   |                   |
| Stříbrná medaile              | SK Žabovřesky Brno Miloš Nykodým Daniel Hájek Matěj Klusáček         | 2:02:11           | +1:35             | Stříbrná medaile  | Oddíl OB Kotlářka Šárka Svobodná Simona Karochová Monika Doležalová        | 1:35:23           | +0:32             |                   |                   |
| Bronzová medaile              | OOB TJ Slovan Luhačovice Jan Vlažný Zdeněk Slezák Marek Cahel        | 2:06:56           | +6:20             | Bronzová medaile  | OK Jilemnice Lenka Polzerová Lenka Mechlová Tereza Petrželová              | 1:38:38           | +3:47             |                   |                   |
| << předchozí • následující >> |                                                                      |                   |                   |                   |                                                                            |                   |                   |                   |                   |

Souhrnné informace naleznete v článku Mistrovství České republiky v orientačním běhu štafet.

## Mistrovství ČR klubů a oblastních výběrů
| Datum závodu   | 1.10. 2006 |  | Místo konání    | Vyhnánov • aréna                                                            |  | Pořadatel       | OK 99 Hradec Králové |
| Ředitel závodu | Petr Samek |  | Hlavní rozhodčí | Tomáš Kunart                                                                |  | Stavitelé tratí | Radek Novotný        |
| Název mapy     | Vyhnánov   |  | Web závodu      | http://ob.tmapserver.cz/mcr06/ Archivováno 13. 11. 2007 na Wayback Machine. |  | Výsledky závodu |                      |

| Zkrácené výsledky             | Zkrácené výsledky | Zkrácené výsledky | Zkrácené výsledky | Zkrácené výsledky | Zkrácené výsledky | Zkrácené výsledky | Zkrácené výsledky | Zkrácené výsledky | Zkrácené výsledky |
| Pořadí                        | DH21 - dospělí | DH21 - dospělí    | DH21 - dospělí    | Pořadí            | DH18 - dorost | DH18 - dorost     | DH18 - dorost     |                   |                   |
| ----------------------------- | --- | ----------------- | ----------------- | ----------------- | --- | ----------------- | ----------------- | ----------------- | ----------------- |
| Zlatá medaile                 | OK Slavia Hradec Králové David Hepner Věra Mádlová Eduard Šmehlík Martina Fejlková Václav Komanec Zuzana Stehnová Michal Jedlička | 5:04:57           |                   | Zlatá medaile     | SK Žabovřesky Brno Tomáš Bořil Adéla Štěpánská Jakub Zimmermann Pavlína Šulerová Adam Chromý Eva Kabáthová Matěj Klusáček     | 4:32:07           |                   |                   |                   |
| Stříbrná medaile              | OK Lokomotiva Pardubice Jan Hovorka Martina Dočkalová Karel Haas Veronika Krčálová Zbyněk Štěrba Marta Štěrbová Vladimír Lučan    | 5:07:13           | +2:16             | Stříbrná medaile  | OK 99 Hradec Králové Martin Müller Jana Vaculíková Pavel Kubát Jana Balcarová Jan Panchártek Lucie Machútová Jan Kubát        | 4:33:00           | +0:53             |                   |                   |
| Bronzová medaile              | OK 99 Hradec Králové Tomáš Vítek Jana Panchártková Michal Tihon Kateřina Nováková Tomáš Novotný Iva Navrátilová Petr Zvěřina      | 5:12:26           | +7:29             | Bronzová medaile  | SOOB Spartak Rychnov n.Kn. Lukáš Pátek Věra Müllerová Martin Klícha Denisa Kosová Adam Dusílek Martina Jirčáková Jiří Ptáček  | 4:36:24           | +4:17             |                   |                   |
| 4                             | Oddíl OB Kotlářka Jan Procházka Šárka Svobodná Martin Margold Lucie Waldová Jiří Mrázek Simona Karochová Martin Janata            | 5:19:23           | +14:26            | 4                 | OK Jilemnice Jan Exner Lenka Mechlová Jan Perůtka Monika Šmidrkalová Petr Špicar Tereza Petrželová Jiří Mališ                 | 4:38:23           | +6:16             |                   |                   |
| 5                             | Sportcentrum Jičín Ondřej Kazda Martina Uvizlová Štěpán Holas Petra Matušová Jan Beneš Romana Kalenská Jaromír Švihovský          | 5:23:33           | +18:36            | 5                 | OK Lokomotiva Pardubice Petr Bořil Jana Knapová David Procházka Helena Šediváková Radek Nožka Michaela Procházková Jan Klapal | 4:49:46           | +17:39            |                   |                   |
| << předchozí • následující >> | |                   |                   |                   | |                   |                   |                   |                   |

Souhrnné informace naleznete v článku Mistrovství České republiky v orientačním běhu klubů a oblastních výběrů.